# 近津神社 (福島県石川町)
近津神社（ちかつじんじゃ）は、福島県石川郡石川町南町にある神社。

## 祭神
- 大国主命

## 歴史

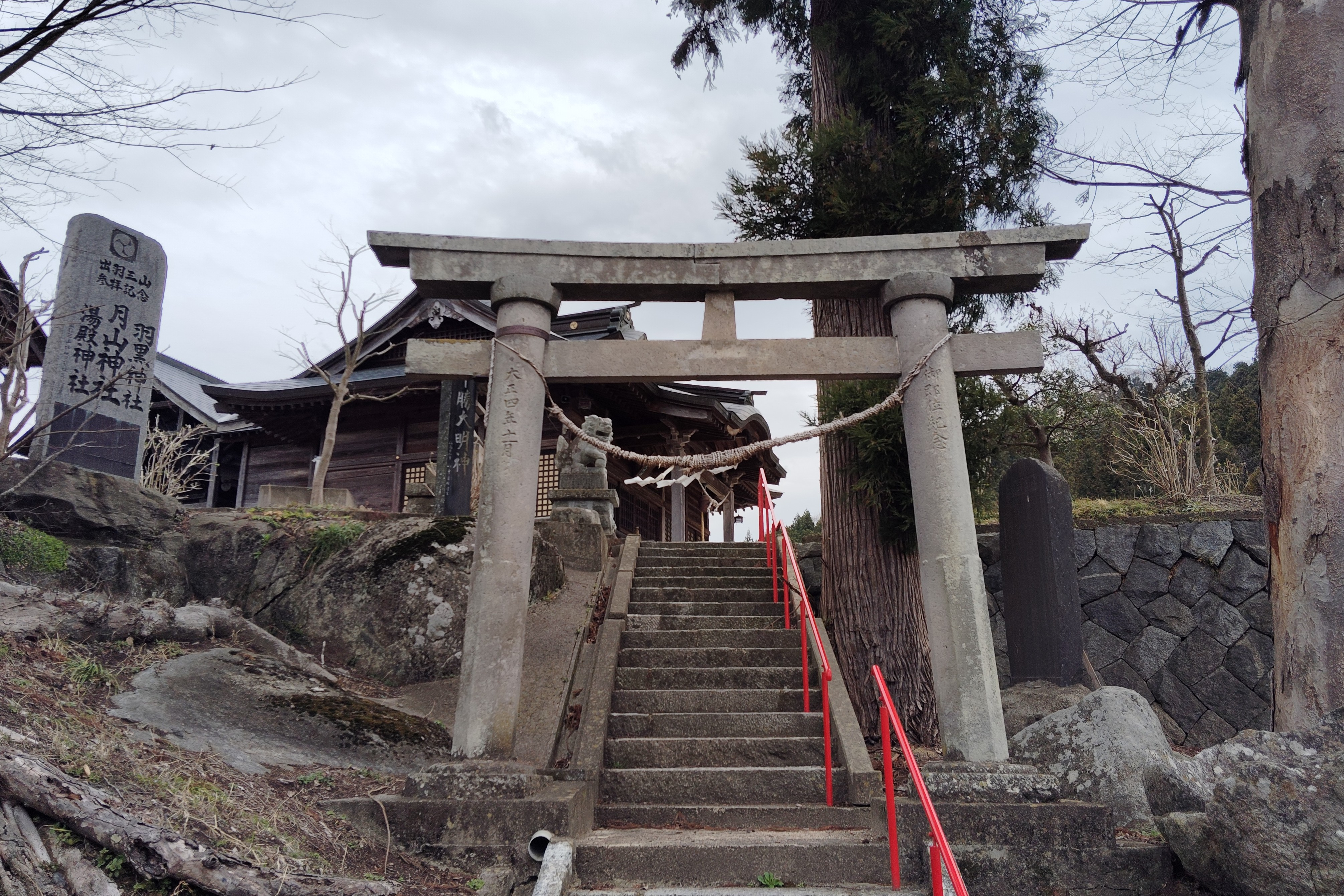
鳥居

康平5年（1062年）に源有光が三芦城を築いた際、八幡山の山頂には味鉏高彦根命を祀る社があった。築城中には一時的にこの社を高田五里石の千勝大明神の地に遷座していたが、治歴2年（1066年）9月には元の場所に戻して近津神社に改称した。
石川町は名の知られた馬産地であり、1894年（明治27年）から1895年（明治28年）の日清戦争には石川町産の多数の馬が軍馬として徴用された。これらの馬を慰霊するため、1897年（明治30年）に石工の小松寅吉によって石造の神馬が製作された。1個の巨大な凝灰岩の塊から彫られている。

## 祭礼
近津神社の祭礼日には、籾を奉納した後で籾を授かって種籾とする風習があった。祭礼日には八槻市と呼ばれる市が立ち、現在でも石川町における名物行事となっている。

## 文化財

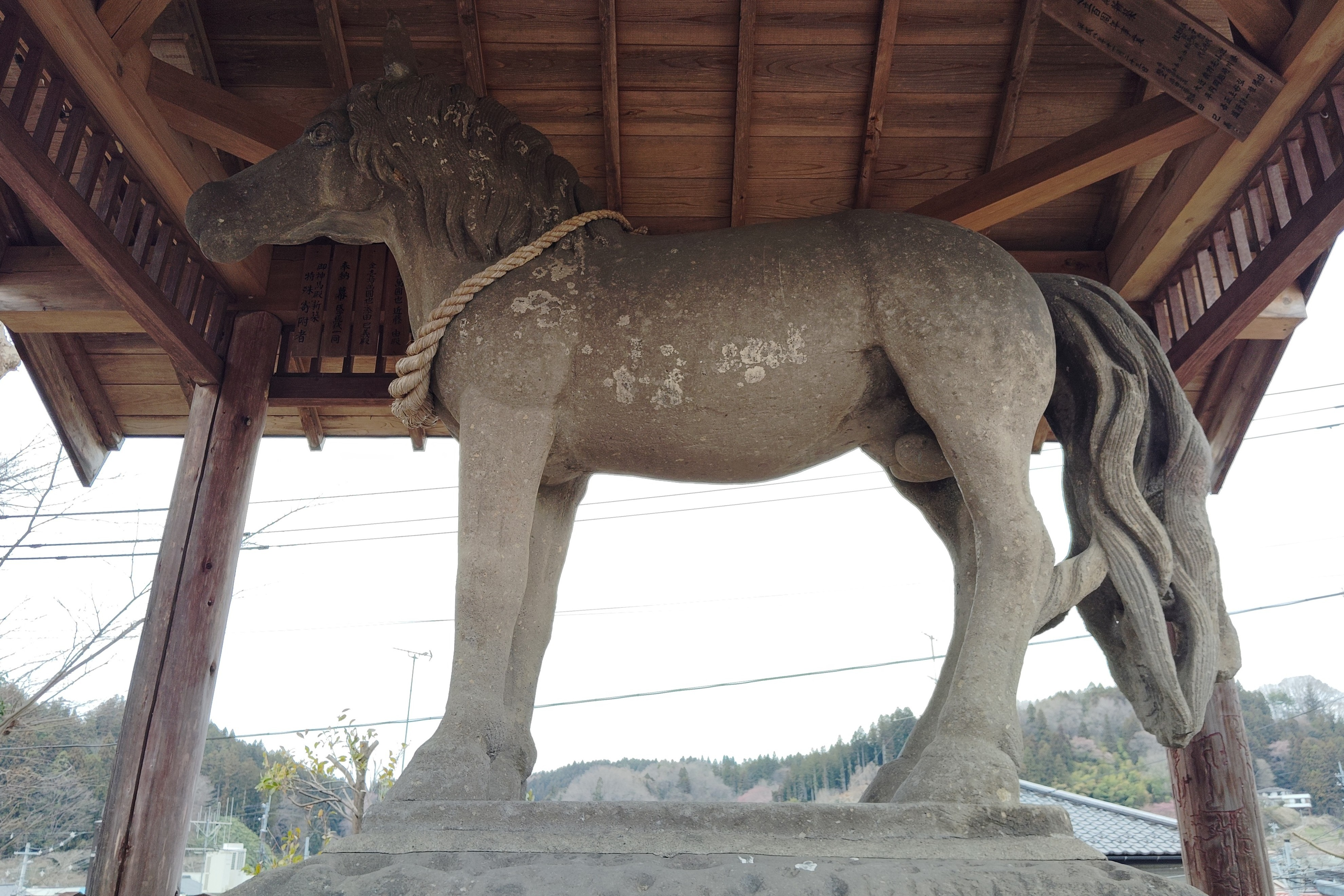
小松寅吉による石造神馬

### 石川町指定文化財
- 近津神社の石造神馬（彫刻） - 1897年（明治30年）に石工の小松寅吉が製作した神馬[3]。日清戦争に徴用された軍馬の慰霊像である[3]。2020年（令和2年）5月12日指定[3]。